# Mzwane
Die Weißweinsorte Mzwane (georgisch მწვანე, dt.: Grüne) ist eine autochthone Sorte aus Georgien. Heute wird sie in vielen der Nachfolgestaaten der UdSSR kultiviert, besonders in Georgien und der Ukraine, dort insbesondere auf der Halbinsel Krim sowie in der Region um Odessa. Mzwane heißt in der georgischen Sprache grün und spielt damit auf das satte Grün der Trauben an.
In Georgien gilt die Mzwane als sehr hochwertig. Aus ihr werden fruchtige, sehr aromatische Weißweine sowie Dessertweine gekeltert. Sie gibt aber auch einem Schaumwein in der georgischen Gegend um Manawi ihren Namen. Sie ist ausreichend frostbeständig und erwies sich als recht resistent gegen die Reblaus. Anfällig ist sie jedoch gegen den Echten Mehltau. 
Synonyme: Dedali-Mzwane, Mamali-Mzwane, Mzwane Kachtinski, Mtwane, Mzwané, Mitschknara-Mzwane, Mzowani, Mzwaani, Sapena.